# Gigi Ibrahim
Gihan „Gigi” Ibrahim (ur. 2 grudnia 1986 w Long Beach) – egipska dziennikarka i aktywiska, jedna z najbardziej rozpoznawalnych postaci tzw. arabskiej wiosny.

## Życiorys

### Wykształcenie
W 2005 roku ukończyła Cornelia Connelly High School, katolicką szkołę dla dziewcząt w Long Beach w Stanach Zjednoczonych. Jest absolwentką nauk politycznych na Amerykańskim Uniwersytecie w Kairze. Po studiach w Egipcie przez dwa lata ponownie mieszkała w Stanach Zjednoczonych studiując w Orange Coast Collage w Costa Mesa.

### Arabska wiosna

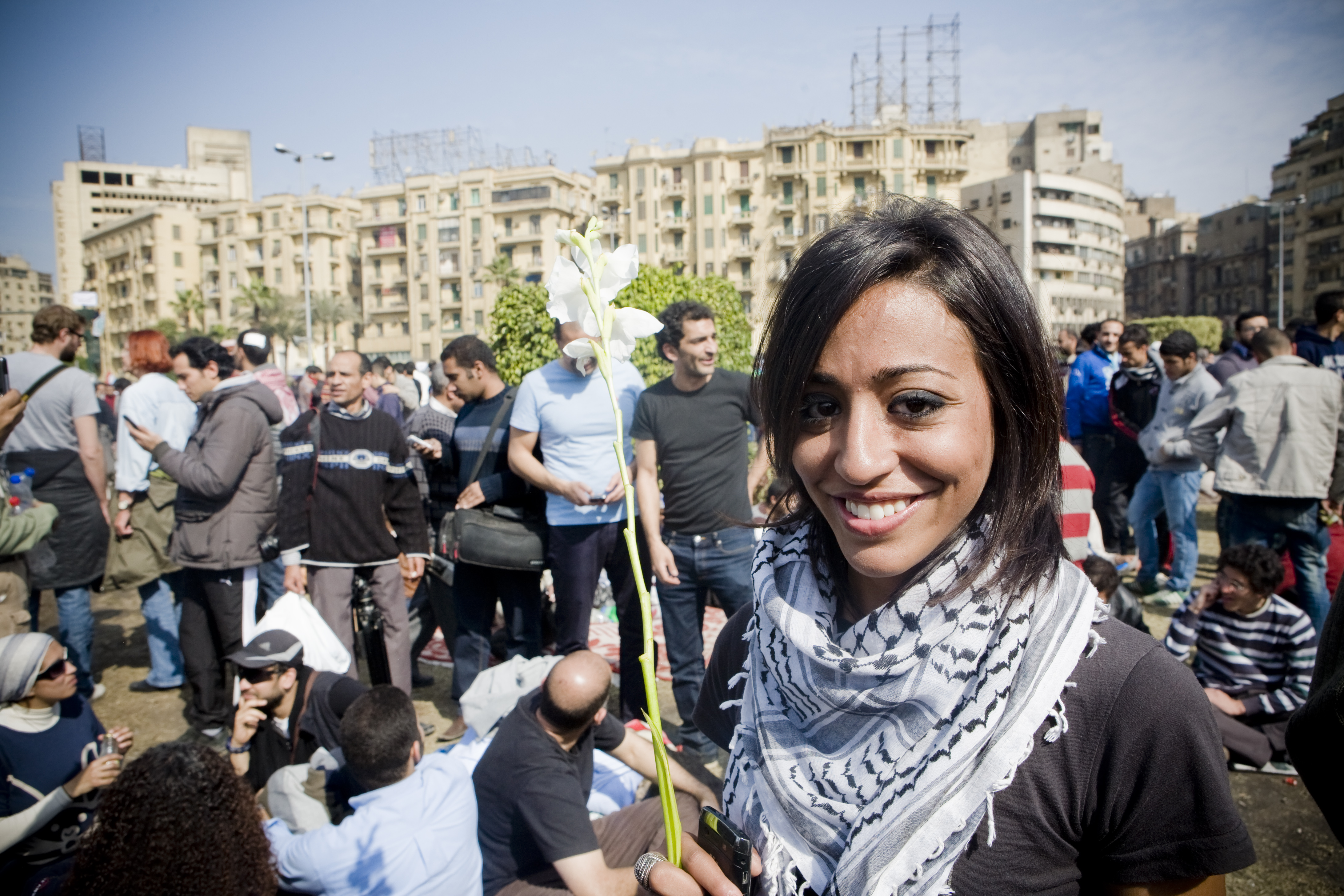
Gigi Ibrahim podczas rewolucji egipskiej (2011)

Jej relacje z wydarzeń rewolucji egipskiej ze stycznia 2011 roku w mediach społecznościowych osiągnęły bardzo szeroki zasięg, docierając do milionów odbiorców. Stała się wówczas postacią rozpoznawalną na całym świecie. Przez media przedstawiana była jako twarz protestów przeciwko prezydentowi Egiptu, Husniemu Mubarakowi, jednocześnie w niektórych z nich pojawiały się informacje, że jej rodzice należeli do egipskiego establishmentu, co miało wywoływać w rodzinie wiele napięć.
Amerykańska telewizja PBS w 2011 roku wyemitowała reportaż na temat protestów na placu Tahrir tytułując go „Rewolucja Gigi”. W tym samym roku Ibrahim znalazła się na okładce czasopisma „Time” jako jedna z twarzy rewolucji na Bliskim Wschodzie. Należy do, istniejącej od lat 90. XX wieku, partii politycznej „Socialistów Rewolucyjnych” zrzeszającej egipskich trockistów.
Określa się jako aktywistka socjalistyczna.